# 蓬塔洛约拉
蓬塔洛约拉（西班牙語：Punta Loyola）是阿根廷的一座市镇，位于圣克鲁斯省的圭爾艾克縣，该镇位于加耶戈斯河河口，东临阿根廷海。